# كاتدرائية القديس يوحنا اللاتراني
كاتدرائية القديس يوحنا اللاتراني هي واحدة من كنائس روما الرئيسية الأربع ومقر أسقفها، وغالبًا ما يتم تقليد بابا روما مراسم بابويته فيها بوصفه أسقف روما. بنيت الكاتدرائية في القرن الرابع وجددت ورممت مرات عديدة خلال تاريخها الطويل، وكانت خلال القرون الوسطى مقر البابا، وفيها انعقدت خمسة مجامع كنسية بين القرنين الثاني عشر والسادس عشر دعيت «المجامع اللاترانية». وفيها انعقدت عام 1929 المباحثات بين الحكومة الإيطالية والفاتيكان خلال حبرية بيوس الحادي عشر وتم التوصل لاتفاقيات لاتران الثالثة التي نظمت العلاقة بين إيطاليا والكرسي الرسولي وأفضت إلى اعتبار الفاتيكان دولة مستقلة عن روما العاصمة، إلى جانب أربعة كنائس رئيسية في روما تبعت الفاتيكان وتعتبر كاتدرائية القديس يوحنا اللاتراني واحدة منها، فيتولى حراستها وخدمتها الفاتيكان وليس الشرطة الإيطالية بحيث تعامل معاملة السفارات الأجنبية في روما. كما أن الكاتدرائية كالفاتيكان وسائر المواقع التابعة للكرسي الرسولي مدرجة على لائحة التراث العالمي من قبل اليونيسكو وذلك منذ عام 1990.

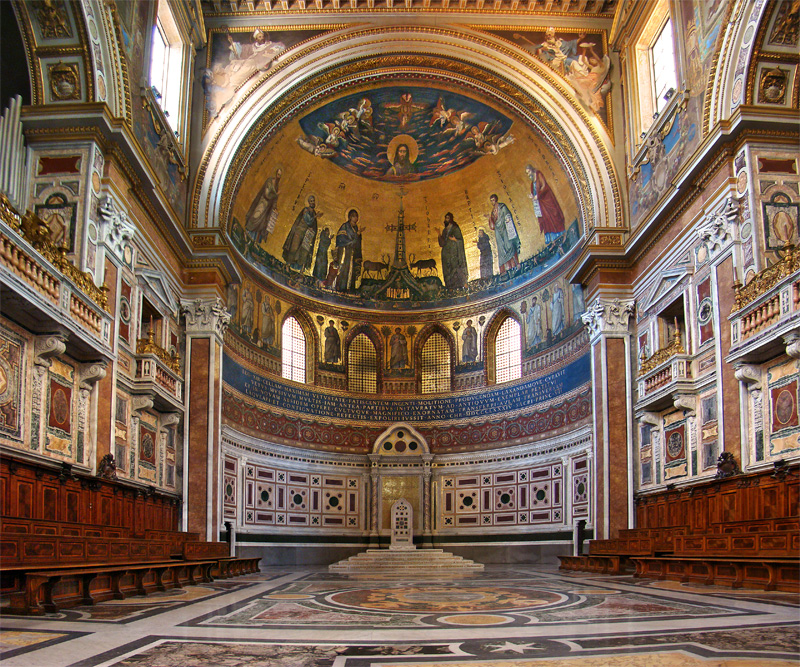
صحن الكاتدرائية.

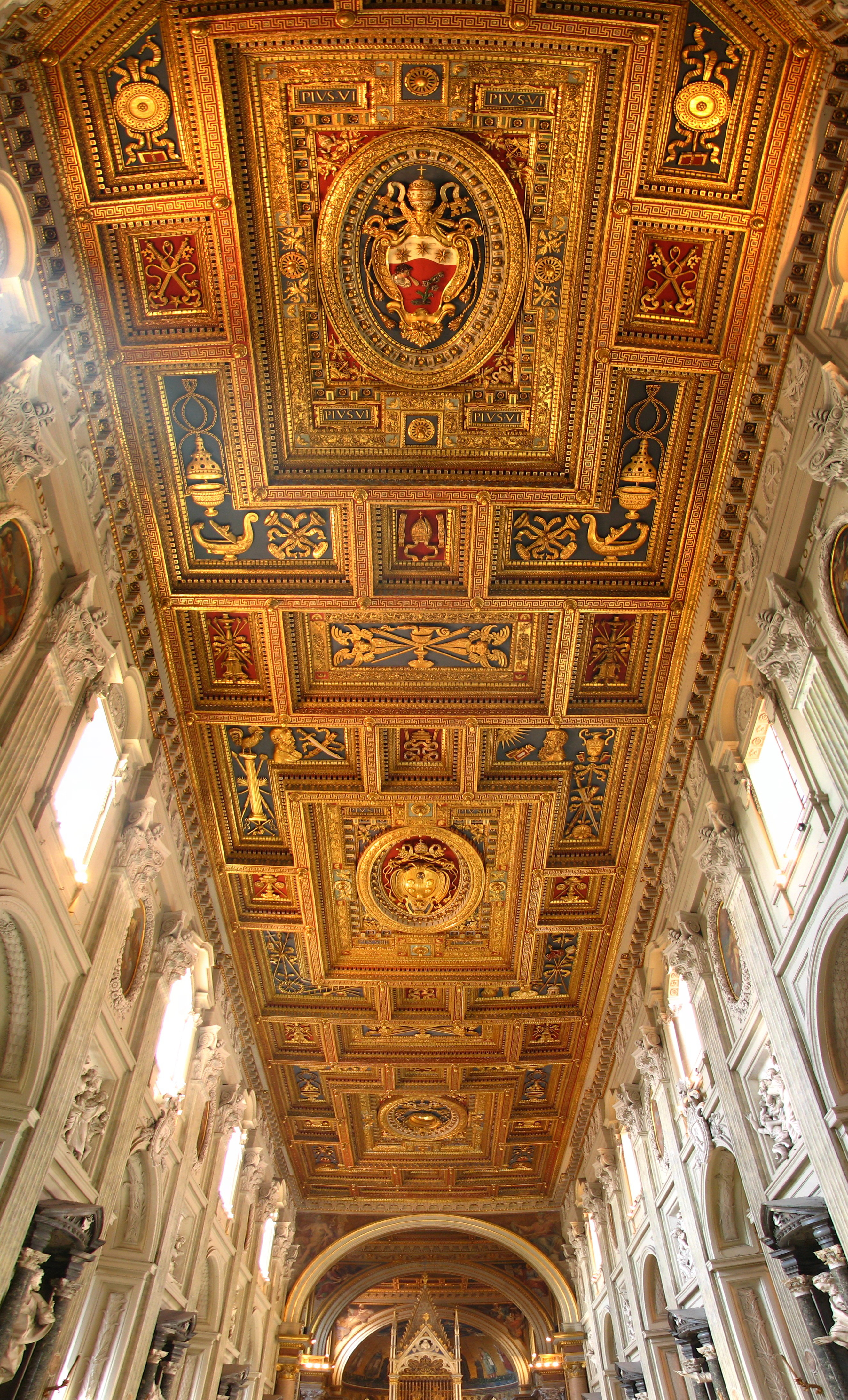
سقف الكاتدرائية.

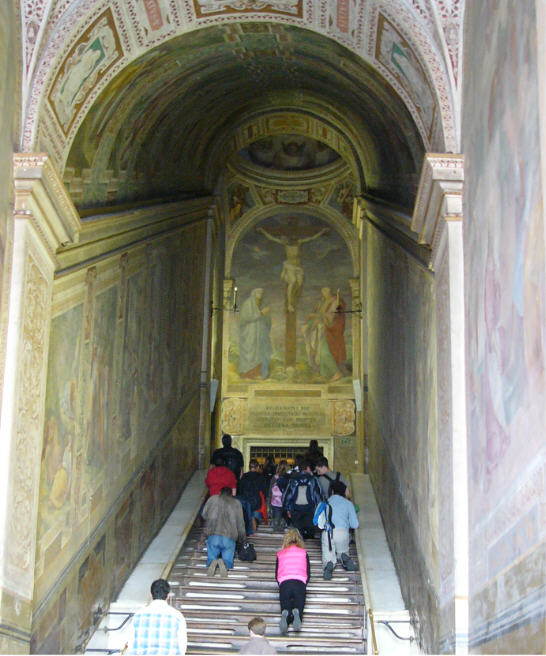
الدرج المقدّس، الذي نقل من قلعة أنطونيا في القدس إلى روما، وبحسب التقاليد المسيحية فإن يسوع مشاه حاملاً الصليب، ولذلك فإنّ الحجاج يصعدونه على ركبهم احترامًا لآلام يسوع.

## التاريخ
بنيت الكاتدرائية على أرض تعود لعائلة لاتيران وذلك نسبت إليها حتى اليوم، وقد منحها الإمبراطور قسطنطين الأول للبابا ميلتيادس الذي عقد فيها مجمعًا محليًا عام 319، وأظهرت حفريات التنقيب خلال عهد البابا بيوس الحادي عشر أن الكنيسة قامت على ثكنات عسكرية لجيوش الإمبراطور ماكسيموس. الكنيسة القديمة كانت تتالف من صحن ورواقين وسميت باسم «المسيح المخلّص» ثم فيما بعد على اسم القديس يوحنا المعمدان معمد المسيح. خلال تاريخها تعرضت الكنيسة للنهب من قبل الفاندال عام 455 ورمما البابا ليو الكبير (440 - 460) ثم أعاد ترميمها أدريان الأول (722 - 795) غير أنها تعرضت لزلزال عام 869 ألحق بها أضرارصا فادحة فقام البابا سرجيوس الثالث بإعادة بناءها كليًا عا م905 وأشرف البابا نيكولاس الرابع (1288 - 1292) على إثرائها بالزخارف والجداريات العديدة. وقد شبّت داخلها النار مرتين عام 1308 و1361 وعمل البابا أوربان الخامس على ترميمها ثم البابا غريغوري الحادي عشر في القرن الرابع عشر على يد المهندس جيوفاني دي ستيفانو.
واجهة الكاتدرائية المميزة رممها كليمنت الثاني عشر (1730 - 1740) وقد وصفت بأنها واحدة من أجمل الأعمال المعمارية في روما خصوصًا إثر ترميمها في عهد البابا ليون الثالث عشر (1878 - 1903) والذي شملت عمليات الترميم في عهده السقف والقبب وانتهت عام 1885. عقدت في الكنيسة عدد كبير من المجامع الكنسية أطلق عليها اسم المجمع اللاتراني وهو ما أفضى إلى المجمع اللاتراني الأول عام 1123 والثاني عام 1139 والثالث عام 1179 والرابع عام 1215 والخامس بين عامي 1512 و1517.

## محتويات الكاتدرائية
الواجهة الرئيسية هي من صنع أليساندور غاليلي تتكون من طابق علوي يحوي أقواسًا ضخمة، وعلى السطح يوجد أربعة عشر تمثالاً للتلاميذ الاثني عشر يتوسطهم يسوع مباركًا وحاملاً الصليب، وأمام الواجهة مدخل ذي رواقين مزدوجين وساحة تحوي اثني عشر موعدًا يعلو كلاً منها تمثال لأحد التلاميذ الاثني عشر من تصميم بورو ميني. وفوقها نقوش فنية نافرة تعود لعام 1659 من صميم أليساندو ألباردي وتصور مشاهدًا من العهد القديم والعهد الجديد.
جناح الكنيسة اكتمل ترميمه في عهد كلمينت الثامن (1892 - 1605) وقد عهد بهذا العمل إلى جياكومو ديلا بورتا وفارس ألبينو الثاني، وفي وسط الجناح يقوم المذبح البابوي الذي رمم عام 1851، ويحوي بقايا مذبح خشبي ينقل التقليد أن القديس بطرس قد استمله وعند أسفل المذبح شاهدة قبر البابا مارتن الخامس (1417 - 1431) من تصميم سيمون غيني. وداخل الحرم يوجد جداريات وموزايكات من تصميم جاكوبو توريتي وجاكوبو داكا ميرنو نفذت بين عامي 1288 و1294، وتصور الجداريات في قسمها الأعلى يسوع تحفّ به الغيوم الوملائكة وفي الوسط أورشليم الجديدة وقد تدفقت منها أربعة أنهار تمثل الأناجيل الأربعة تروي أغنامًا وغزلانًا في القسم الأسفل.
هناك أيضًا جدارية كبيرة الحجم ترقى لعام 1300 ويعتقد أنها من صنع غيوتو تظهر البابا بونيفاس الثامن وهو يعلن يوبيل العام 1300، وإلى جابنها نصب للكاردينال مارتينيزا المدفون فيها من تصميم دابييزا، وضريح الكاردينال كاساتي ومصلى كورسيتي من تصميم غاليلي وفيها تمثال «العذراء الباكية» من تصميم أنتونيو مونوتي. في نهاية الكنيسة يوجد مصلى خاص لإجراء مراسم العماد وتعود لعهد الإمبراطور قسطنطين، وقد أعاد بنائها سكتوس الثالث في القرن الخامس، وأخذت تصميمها الحالي عام 1637 على يد البابا أدريان الثامن. وقد دلت التنقيبات خلال القرن العشرين أن هذا المصلّى مقام فوق حمام روماني من القرن الثامن وأن آثار الحمام تصل حتى مصلى القديس فيينا تيتوس داخل الكنيسة.

## الساحة
تتوسط ساحة أمام الكنيسة مسلة مصرية يعود تاريخها للقرن الخامس عشر قبل الميلاد نقلت إلى روما بأمر من الإمبراطور قسطنطين الثاني من مدينة طيبة في مصر على ظهر سفينة خصيصًا لغرسها في روما، ونقلت بأمر البابا سكتوس الخامس من موقعها الأصلي في ملعب ماكسيموس حيث كانت ملقاة دون أهمية، فرممها ونصبها أمام كاتدرائية لاتران عام 1588 وهي أطول وأقدم مسلة في روما ويبلغ ارتفاعها 27م.
بجوار الكاتدرائية يوجد مصلّى خاص لحفظ ذخائر الشهداء والقديسين المسيحيين ويوجد أيضًا «الدرج المقدس» (باللاتينية: Scala Santa) وهو نقل من داخل قلعة أنطونيا في القدس حيث كان مقر بيلاطس البنطي إلى روما وبحسب الأعراف والتقاليد المسيحية قد سار عليه يسوع حاملاً صليبه، ولذلك فإن من يزور الدرج يصعده على ركبتيه احترامًا لصلب يسوع.

## معرض صور

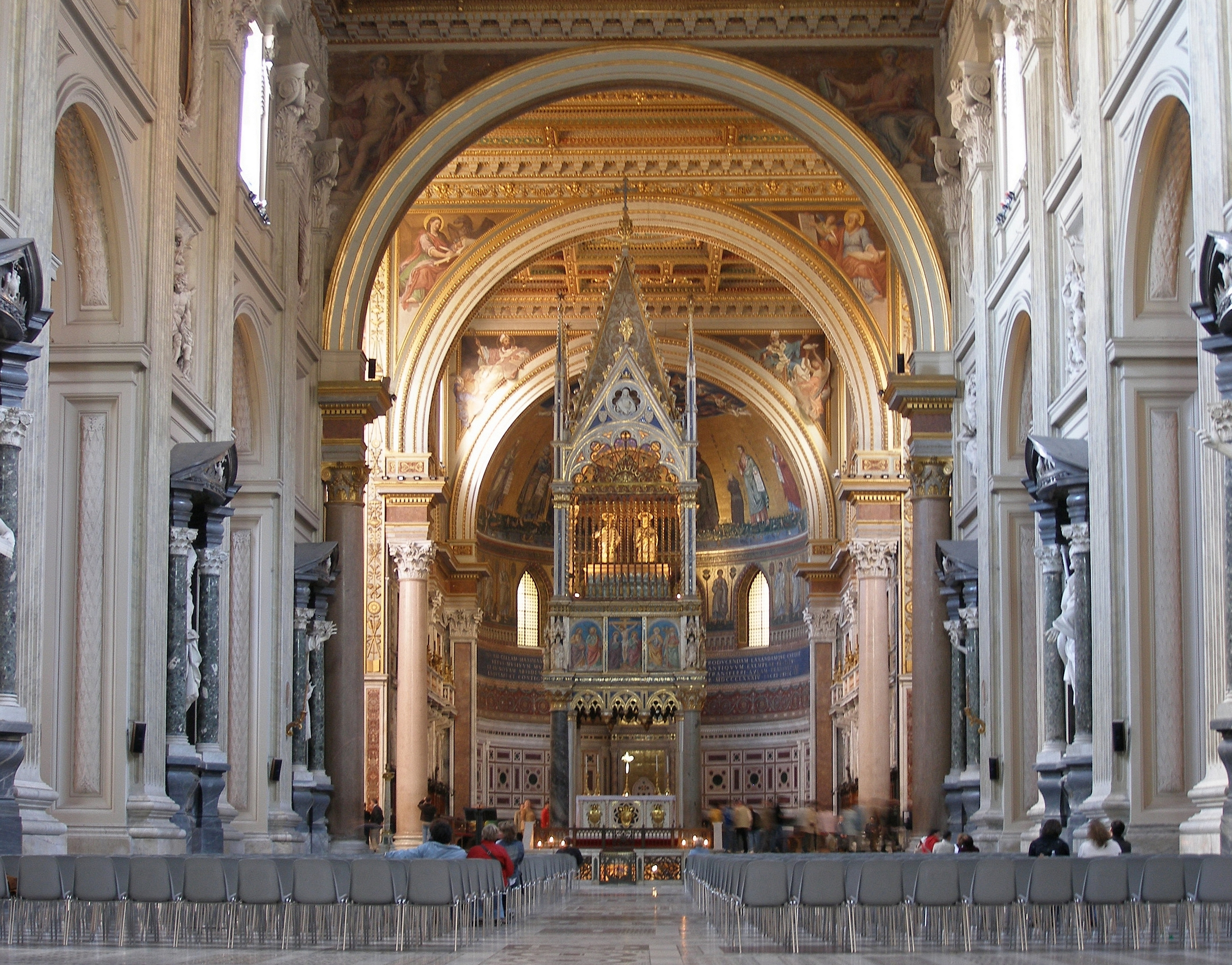
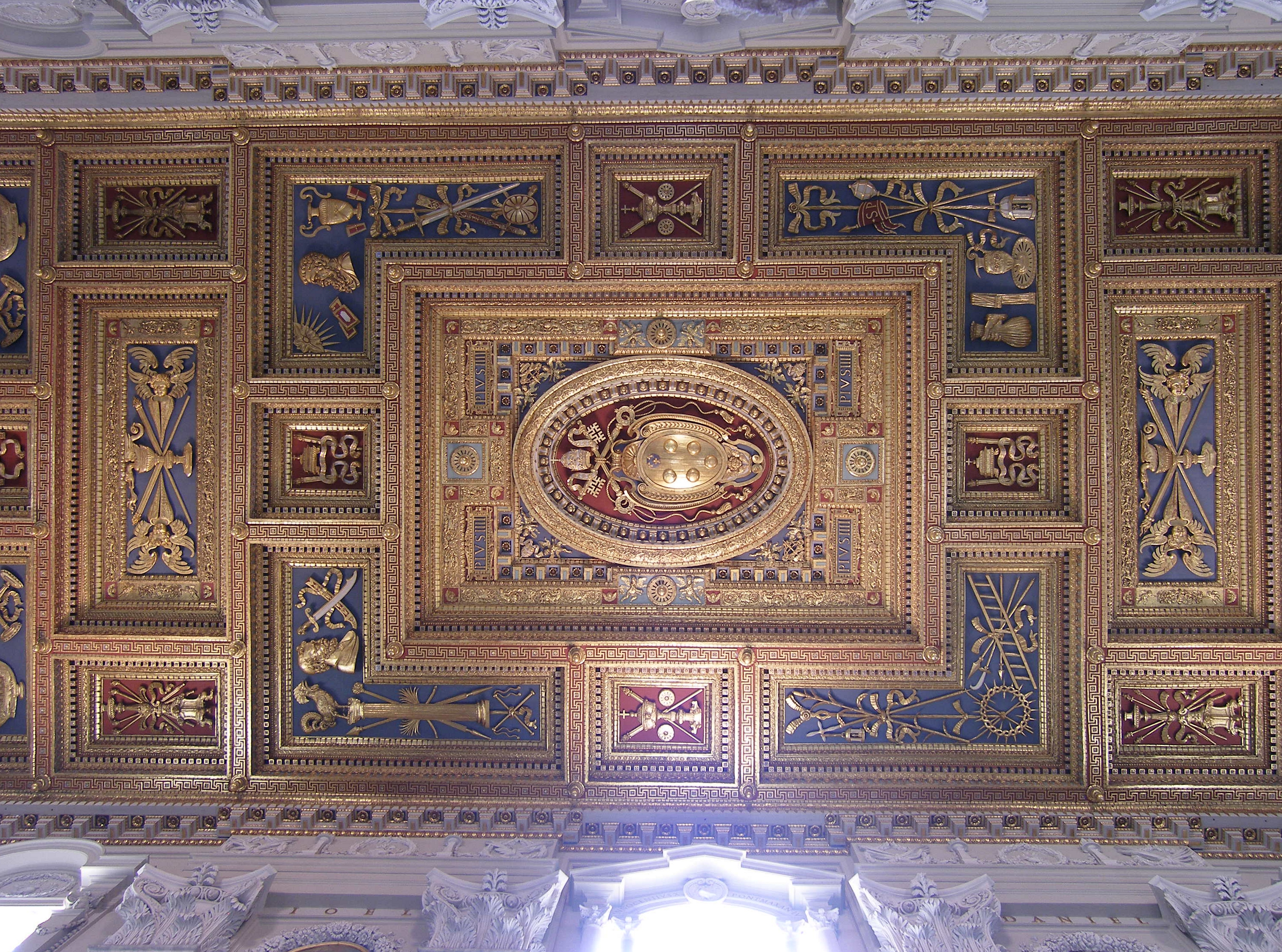
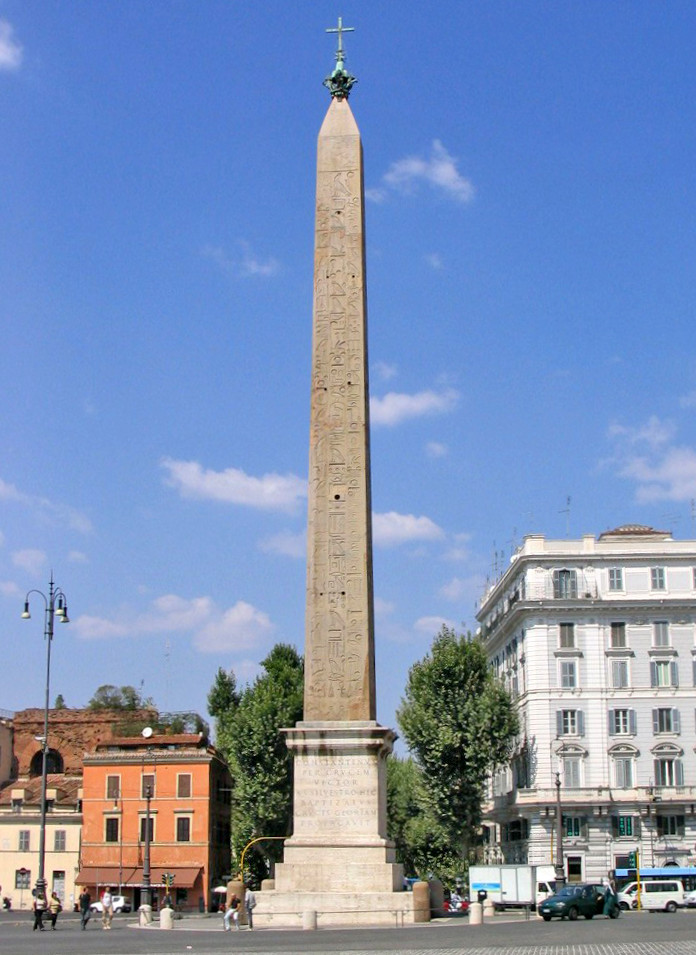
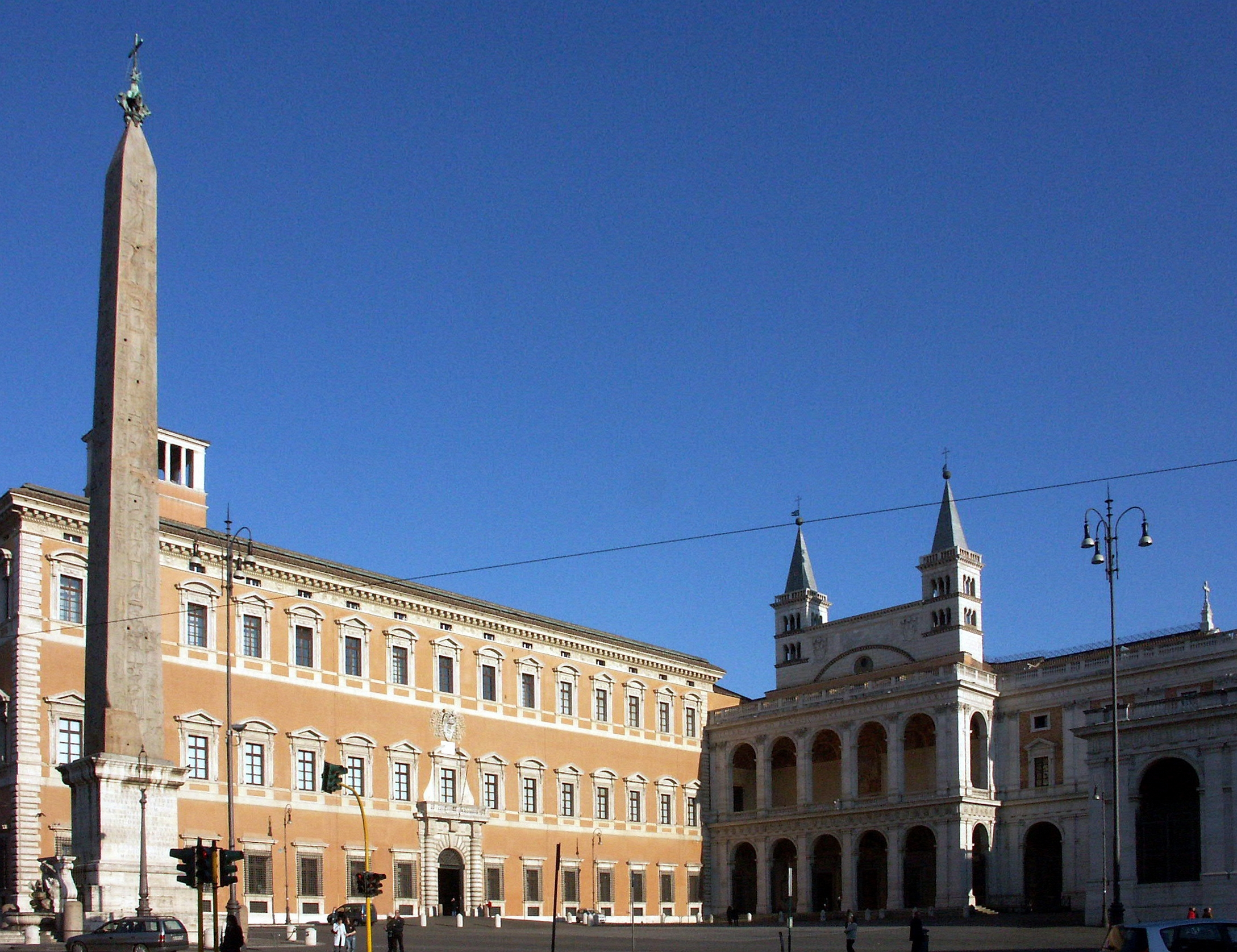